# Kloster Fürstenzell
Das Kloster Fürstenzell (lat. Abbatia Cella Principis) ist eine ehemalige Zisterzienser-Abtei in Fürstenzell in Bayern in der Diözese Passau. Es war ein Tochterkloster des Klosters Aldersbach aus der Filiation der Primarabtei Morimond – Kloster Ebrach.

## Geschichte

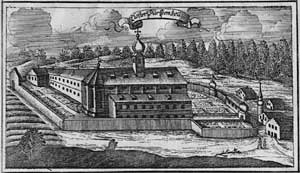
Anton Wilhelm Ertl: Kloster Fürstenzell, aus dem „Churbaierischen Atlas“ von 1687

Das zuerst St. Laurentius, später der Heiligen Maria geweihte Kloster wurde 1274 durch Magister Hartwig, Passauer Domherr und Hofkaplan Herzog Heinrichs XIII. von Niederbayern, mit dessen Hilfe gegründet. Auf Heinrich XIII. bezieht sich auch der Name „Fürstenzell“ (Cella principis). Im Advent 1274 zogen die ersten Zisterzienser, von Kloster Aldersbach kommend, hier ein. Im Mai 1275 wurde der Mönch Walter zum ersten Abt gewählt.
Das Kloster besaß neben der Abteikirche noch eine besondere Portenkirche. Unter den Äbten Abundus II. (1707–1727), Stephan III. (1727–1761) und Otto II. (1761–1792) hatte das Kloster seine Glanzzeit mit Neubau der jetzigen Kirche. Es wurde 1803 im Zuge der Säkularisation aufgelöst. Die Abteikirche wurde 1807 anstelle der dann abgebrochenen Kirche in Unterirsham Pfarrkirche, die Klostergebäude wurden von der Bierbrauerfamilie Wieninger erworben, die sie 1928 an die bischöfliche Brauerei Hacklberg weiterverkaufte.

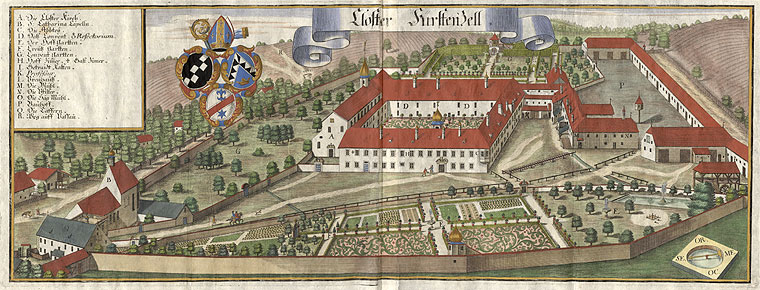
Michael Wening: Kloster Fürstenzell, aus „Historico-topographica descriptio Bavariae“ von 1701–1728

1930 erwarben Maristen das Kloster und richteten hier ein Missionsseminar ein. Im Zweiten Weltkrieg war im Kloster ein Lazarett eingerichtet worden. 1948 gründete der Orden das Maristengymnasium Fürstenzell, und von 1970 bis 1990 war hier das Internat der Schule eingerichtet. Anschließend diente ein Teil des Gebäudes bis 2004 als geistliches Bildungszentrum der Diözese Passau. 2007 verkauften die Maristen das Kloster an die Firma CNP International.

## Klosterkirche Maria Himmelfahrt

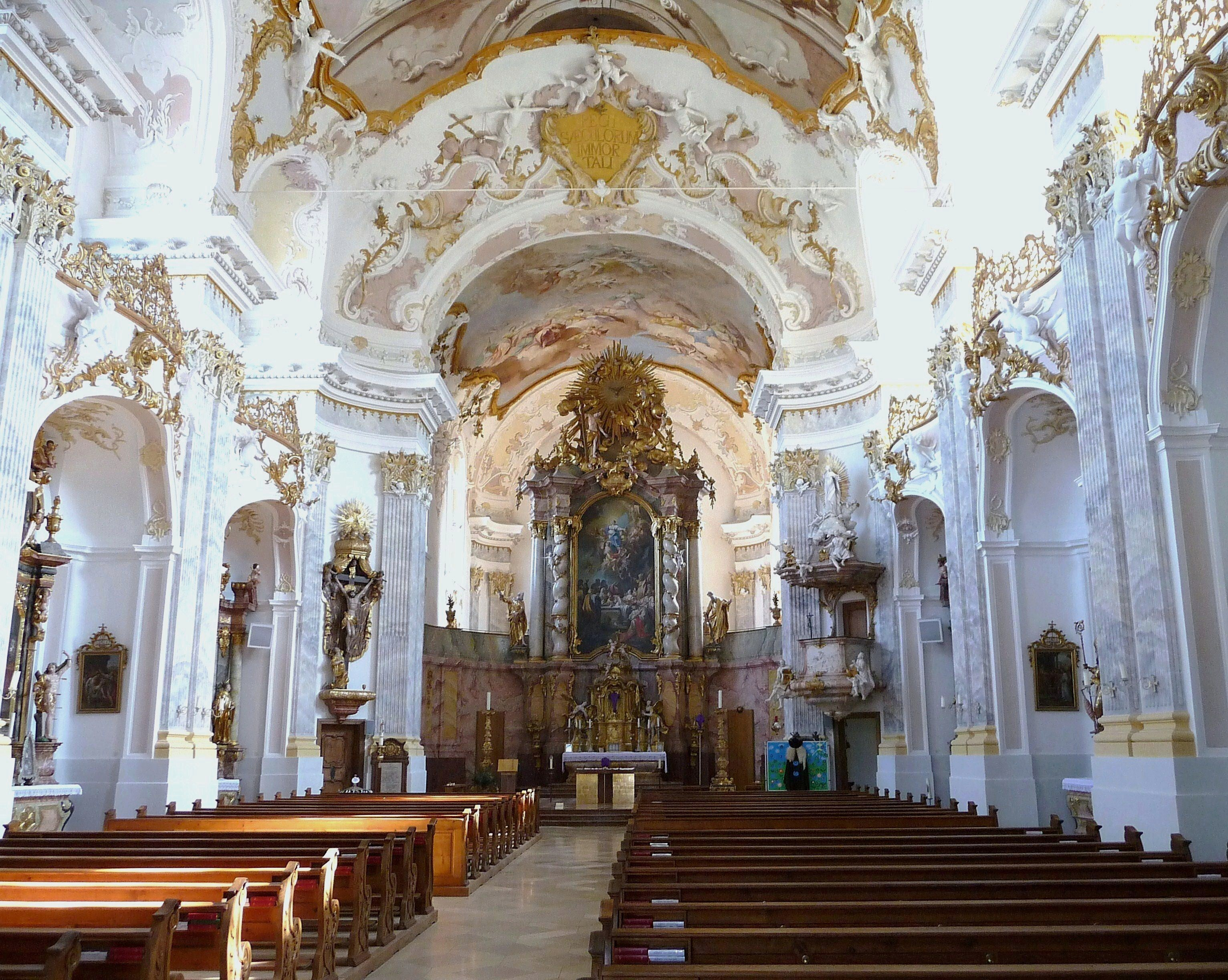
Innenansicht der Kirche

Die erste Klosterkirche wurde 1334 von Weihbischof Theoderich aus Passau geweiht. Sie wurde im 18. Jahrhundert, als das Kloster seine Blütezeit hatte, barockisiert. Den 1739 von Joseph Wolff und dem Passauer Bildhauer und Architekten Joseph Matthias Götz begonnenen Neubau führte Johann Michael Fischer durch seinen Parlier Martin Wöger fort. 1740 wurde das Dach gesetzt, 1744 die Fassade geschaffen, 1745 war der Bau bis auf den erst 1774 errichteten Südturm vollendet. 1748 konnte die Kirche durch den Passauer Fürstbischof Joseph Dominikus von Lamberg konsekriert werden. Eine Inschrift an der Orgelempore mit einem Chronogramm erinnert daran.
Die Kirche wird wegen ihrer Größe auch als „Dom des Rottals“ bezeichnet. Die breite Doppelturmfassade besitzt oberhalb des Portals eine Figur der Immaculata, seitlich davon befinden sich die heiligen Benedikt und Bernhard.
Der Innenraum folgt dem Schema einer Wandpfeilerkirche. Der 1741 vollendete Hochaltar stammt von Johann Baptist Straub, die Seitenaltäre aus den Jahren 1720 bis 1730 von Joseph Matthias Götz. Die Stuckaturen schuf Johann Baptist Modler, die Fresken und das Hochaltarbild Maria Himmelfahrt sowie weitere Altarbilder Johann Jakob Zeiller.
Über dem Chor malte Zeiller die Anbetung des Lammes gemäß der Offenbarung des Johannes. Das 30 Meter lange und 15 Meter breite Deckengemälde im Langhaus zeigt die Zisterzienser, geführt von allegorischen Figuren der Gelübde und Tugenden, auf den Wolken vor Maria und der allerheiligsten Dreifaltigkeit. Die Verstoßenen hingegen stürzen hinab.

## Klostergebäude

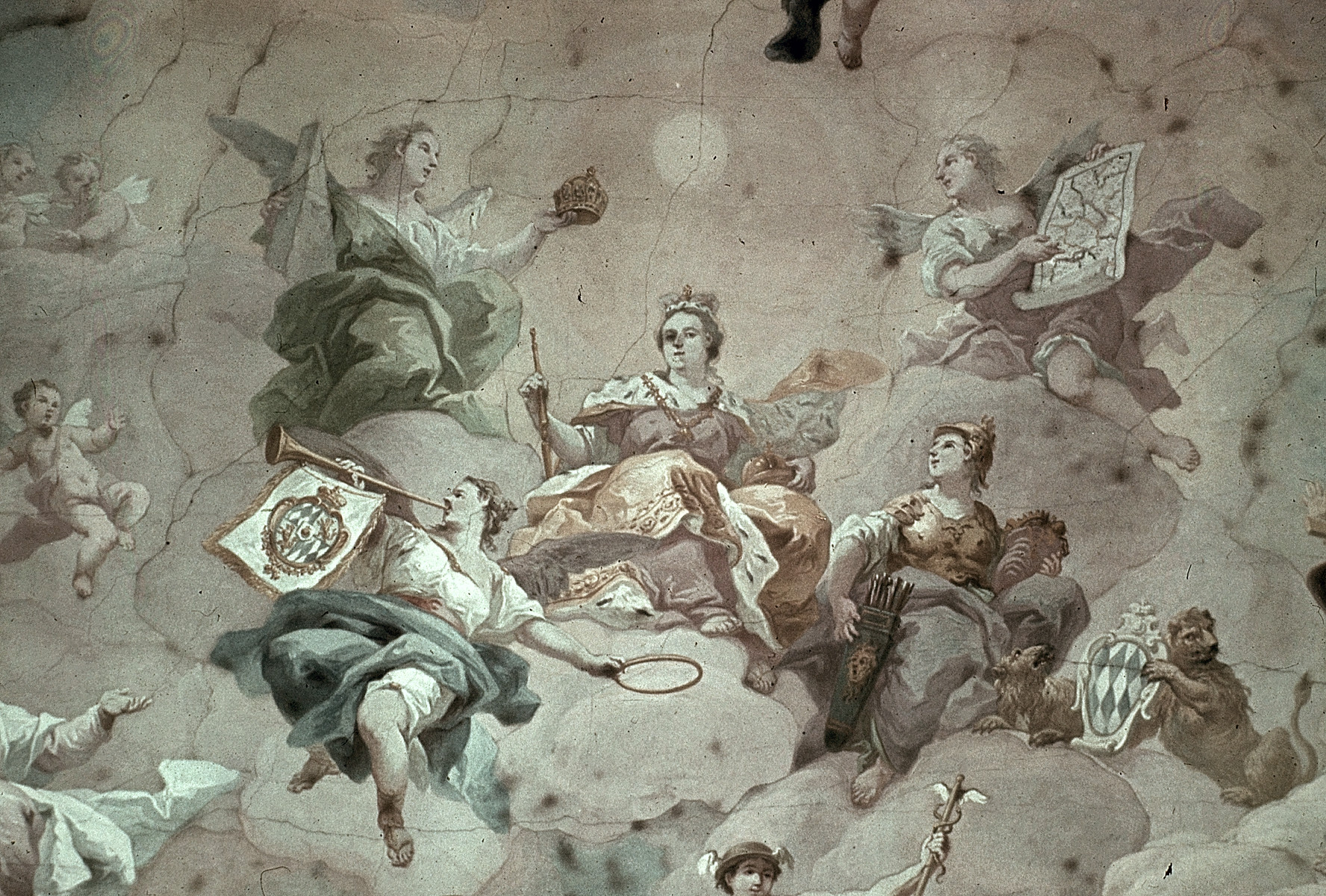
Deckenmalerei von Bartolomeo Altomonte im Fürstensaal

Auch die Klostergebäude sind bedeutend. Sie wurden 1687 um einen Innenhof erbaut, der West- und Südflügel um 1770 unter Abt Otto Prasser neugestaltet. Der Festsaal oder Fürstensaal (jetzt Kapelle) wurde 1733 von Bartolomeo Altomonte mit Deckenmalereien versehen, der ehemalige Speisesaal durch Johann Gfall. Das Treppenhaus wird von einem um 1765 geschaffenen Gemälde Zeillers überspannt. Der Bibliotheksraum entstand nach 1770. Joseph Deutschmann aus Passau schuf die Schnitzwerke, insbesondere das auf Atlanten ruhende Emporengeländer mit zahlreichen Putten und Ornamenten. Über den seitlichen Treppenaufgängen fechten Putten in allegorischer Anspielung mit Würsten statt mit Waffen. Das Deckenfresko von Zeiller und Matthäus Günther wurde im 19. Jahrhundert entfernt.